# Солбатский
Солбатский — посёлок в Ужурском районе Красноярского края России. Входит в состав Златоруновского сельсовета.

## География
Посёлок расположен в 31 км к югу от районного центра Ужур.

## История
В 1976 г. Указом Президиума ВС РСФСР поселок фермы № 4 Учумского племовцезавода переименован в Солбатский.

## Население
| 2010 |
| ---- |
| 167  |